# Kachhwa
Kachhwa es un pueblo y nagar Panchayat situado en el distrito de Mirzapur en el estado de Uttar Pradesh (India). Su población es de 15958 habitantes (2011). 

## Demografía
Según el censo de 2011 la población de Kachhwa era de 15958 habitantes, de los cuales 8363 eran hombres y 7595 eran mujeres. Kachhwa tiene una tasa media de alfabetización del 79,06%, superior a la media estatal del 67,68%: la alfabetización masculina es del 88,78%, y la alfabetización femenina del 68,32%.